# Prinzapolka
Prinzapolka è un comune del Nicaragua facente parte della Regione Autonoma Atlantico Nord.